# Maria Pi Ferrer
Maria Pi i Ferrer, també coneguda com a Maria Pi de Folch (Roses, 27 de juny de 1884 - Barcelona, 20 de novembre de 1960) fou una mestra, activista política, conferenciant, escriptora catalana.

## Biografia
Era filla del mariner Salvi Pi i Denclar (1855-abans de 1937) i de Maria Ferrer i Berta (1856-1937). Tot i néixer a Roses, fins als 18 anys va viure a Seta (Occitània), on va estudiar a l'Escola Nacional de la localitat. Després va estudiar Magisteri i va obtenir el títol de mestra de la III República francesa. I va començar a treballar com a flamant institutriu.
Ja a Catalunya, als 20 anys es casà amb Rafael Folch i Capdevila, amb qui va tenir quatre fills: Albert, Frederic, Jordi i la més petita, Maria, més coneguda com a Núria. Maria Pi pertanyia a la Unió Socialista de Catalunya, fou membre del Club Femení i d'Esports i del Lyceum Club. També formà part del Front Únic Femení Esquerrista de Catalunya. Va publicar als diaris d'Esquerra Republicana, L'Opinió i La Humanitat, i a les revistes Companya i Justícia Social.
Els seus coneixements i l'experiència en pedagogia els posà al servei de la defensa de l'escola pública per a tothom, utilitzant els arguments dels que hi estaven en contra i reformulant-los per justificar la proposta, ja que era una de les qüestions en què més es comprometé, com va quedar palès en diversos articles i en una conferència a l'Ateneu Barcelonès. Excel·lent conferenciant, tant en àmbits intel·lectuals com més populars, ja que anava a fer xerrades a diferents pobles de Catalunya, Maria Pi va aprofitar la plataforma que li brindava el Lyceum Club (una entitat cultural adreçada a les dones) per organitzar a l'Ateneu Polytechnicum un cicle de conferències d'orientació política, que ella va clausurar, a partir de les quals va aplegar l'obra Una visió femenina del moment present (1932), editada pel mateix Lyceum Club, en què es planteja els cinc dilemes que es planteja la societat dels anys 1930.
Interessada com estava per la qüestió femenina, va escriure el 1935 una desena d'articles a la revista Justícia Social, que es poden considerar com petits assajos d'economia i política i poden ser considerats com una fita inicial de l'economia política de les dones. L'autora aviat va descobrir que «el dret de la dona a la seva total emancipació és, no únicament però sí abans que tot, un problema de salaris». Maria Pi de Folch també va escriure El feminisme dins l'obra de Concepció Arenal.
Va mantenir correspondència i amistat amb Anna Murià, mentre aquesta última era a l'exili. La seva filla, Núria Folch, es va casar amb Joan Sales, l'editor de Mercè Rodoreda, mentre que els fills es van dedicar a la medicina i un altre va ser enginyer. Una de les seves netes, Núria Sales, és historiadora, i una altra, Maria Bohigas Sales, és editora i traductora.
Maria Pi va morir el 20 de novembre de 1960 a Barcelona.

## Memòria
La ciutat de Barcelona hi ha dedicat els Jardins Maria Pi Ferrer, al districte de Sant Martí, entre els carrers de Felip de Malla, Otranto i Ferrer Bassa.

## Obra
- Una visió femenina del moment present (1932)
- El feminisme dins l'obra de Concepció Arenal.